# A.C.D. Torgiano
Associazione Calcio Dilettantistica Torgiano là một câu lạc bộ bóng đá Ý đến từ Torgiano, Umbria. Màu sắc của đội là vàng và xanh.